# Улица Григория Аксакова
Г.С. Акса́кова у́лица (разг. — у́лица Акса́кова или у́лица Григо́рия Акса́кова) — улица в Ленинском и Железнодорожном районах города Самара названа в честь Самарского губернатора Григория Аксакова (не путать с Аксаковской улицей, названной в честь русского писателя Сергея Аксакова). Проходит от улицы Урицкого до Коммунистической улицы.
Протяжённость улицы с юга на север составляет 0,704 километра, с запада на восток — 0,198 км.

## История
На карте города 1887 года эта территория была занята ветряными мельницами, за которыми были «Канатный завод Попова», «Пивоваренный завод купца Дунаева» и «Овчинный завод купца Сидорова».
К 1900 году улица приобрела своё нынешнее расположение и на карте 1910 года шла мимо садов купца Субботина (по чётной стороне от Коммунистической до Чернореченской — с 21 мая 1909 года был «Субботинский детский сад», в настоящее время жилые дома, не относящиеся к улице), а по нечётной стороне: «спичечная фабрика „Волга“ инженера Льва Зелихмана» (закрылась в 1928 году, а в настоящее время территория автобазы «Почты России», жилые дома № 23 и № 25) и «Склад керосина купца Иосифа Дочара» (в настоящее время на этом месте "Самарский университет государственного управления «Международный институт рынка», а чуть ранее другой детский сад). На отрезке от Чернореченской до Урицкого был «завод Буслаева» (сейчас на этом месте жилые дома № 1 и № 3), Фёдоровский посёлок (сейчас жилые дома № 4 и № 6) и «сад Кальчурина» (ныне на его месте «Дорожная клиническая больница „РЖД-Медицина“»).
В 1925 году улица получила название Желябовская, позднее улица Желябова, а в 2009 году — нынешнее название.

## Трассировка
- Улица Урицкого
- Мало-Урицкая улица (примыкает)
- Новожелябовская улица (примыкает)
- Чернореченская улица (пересекает)
- Коммунистическая улица

## Здания и сооружения
- 1 — жилой дом (1956 года постройки)
- 3 — жилой дом (1970)
- 4 — жилой дом (1955)
- 6 — жилой дом (1969)
- 11, 13 — Дорожная клиническая больница «РЖД-Медицина» (1950)
- 15 — жилой дом (1951)
- 17 — жилой дом (1967)
- 19 — жилой дом (1972)
- 19а — жилой дом (1977)
- 21 — Самарский университет государственного управления «Международный институт рынка» (2006)
- 23 — жилой дом (1973)
- 25 — жилой дом (1957)